# آموزش پزشکی

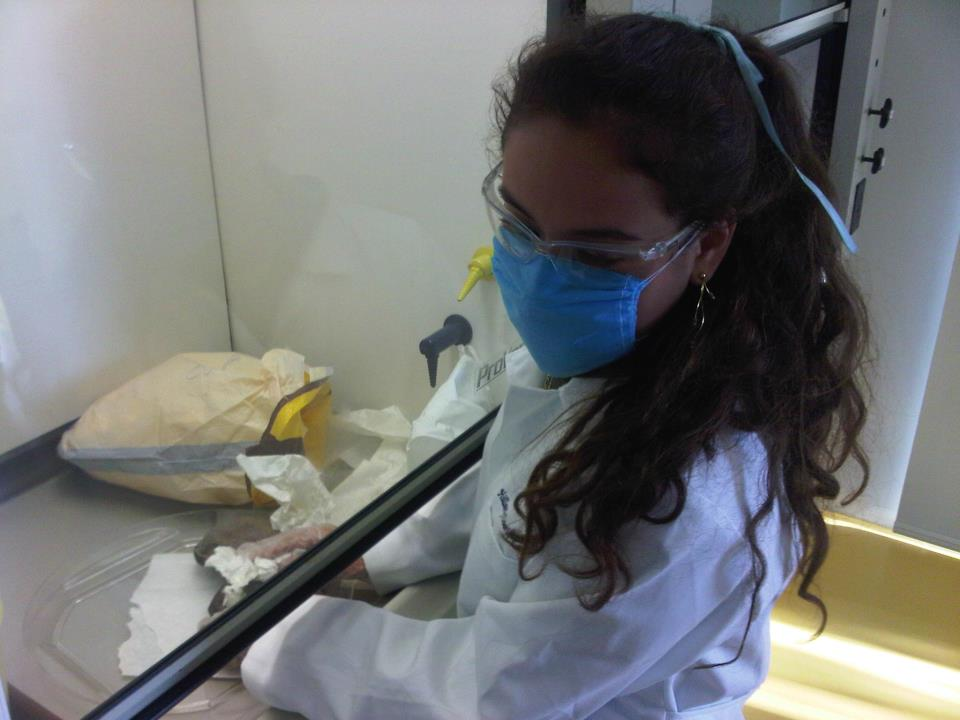
دانشجوی پزشکی هنگام کار در آزمایشگاه

آموزش پزشکی در اصطلاح دانشگاهی به رشته‌ای اشاره دارد که به بررسی مبانی یادگیری و آموزش در پزشکی می‌پردازد. حوزه‌های اصلی آموزش پزشکی شامل دوره آموزش پزشکی عمومی و دوره‌های دستیاری می‌باشد. آموزش پزشکی با تکیه بر نظریه‌های یادگیری به ارائه راهکار و رویکرد در فرایند آموزش پزشکی می‌پردازد. این رشته در مقاطع کارشناسی ارشد و دکتری تخصصی در بعضی دانشگاه‌های علوم پزشکی ایران تدریس می‌شود. همچنین به صورت یادگیری از راه دور نیز در مقطع کارشناسی ارشد ارائه می‌گردد. همایش آموزش پزشکی به صورت سالانه در یکی از دانشگاه‌های علوم پزشکی کشور برگزار می‌گردد.
موضوعاتی که در این رشته بررسی می‌شوند شامل موارد زیر است:
- بررسی نظریه‌های یادگیری و روش‌های مختلف تدریس
- بهترین سامانه آموزشی برای یادگیری مفاهیم سلامت و پزشکی (از لحاظ زمان‌بندی و سیر منطقی ارئه دروس)
- انواع ارزشیابی
- چگونگی پذیرش دانشجویان در رشته پزشکی
- آموزش پزشکی مبتنی بر وب

## ارتباط نظریه‌های یادگیری با آموزش پزشکی
رفتارگرایی
با تکیه بر رویکرد رفتارگرایی ارائه اهداف آموزشی و بیان دقیق و قابل لمس آن از وظایف اساسی آموزش‌دهنده است. اهداف می‌بایست بر اساس چهار معیار به‌طور دقیق مشخص شوند: ۱- مخاطب ۲-فعل رفتاری ۳-شرایط و موقعیت انجام رفتار ۴-معیار درستی یا نادرستی
زیربنای آموزش مبتنی بر صلاحیت (به انگلیسی: Competency-based education) رفتارگرایی است. در این نوع یادگیری تأکید اصلی بر برون‌دادهای یادگیری (به انگلیسی: Learning outcomes) است که می‌بایست قبل از فرایند یادگیری به‌طور دقیق تعریف شده باشند.
نظریه‌های یادگیری شناختی (به انگلیسی: Cognitive learning theories)

## آموزش های ورودی

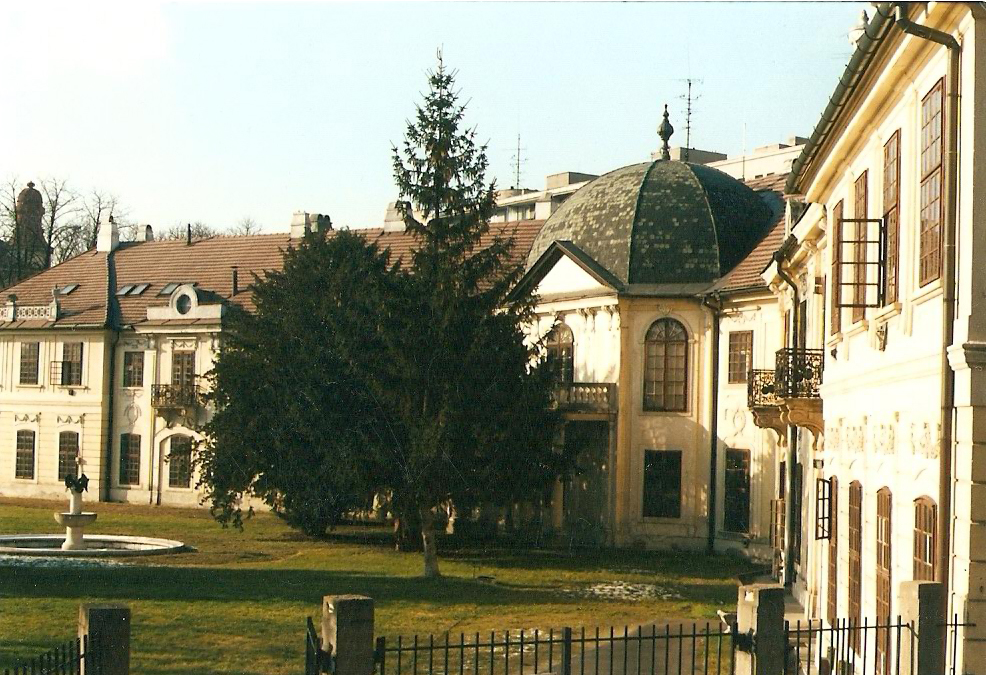
دانشکده پزشکی در براتیسلاوا ، اسلواکی

برنامه آموزش ورودی پزشکی دروس در سطح سوم مدرسه پزشکی است. در بعضی دانشگاهها این دروس در سطح قبل از لیسانس (اغلب اروپا، اسیا، آمریکای جنوبی و اقیانوسیه) یا در سطح فارغ التحصیلی ( بیشتر در استرالیا، آمریکای شمالی) می باشد.

## مجله‌های علمی آموزش پزشکی
- مجله بین‌المللی آموزش پزشکی